# Escudo de San Pedro y Miquelón
En el escudo de San Pedro y Miquelón figura, en un campo de azur, un navío de oro aclarado de color sable sobre el mar representado por ondas de plata. En una franja situada en el jefe aparecen las  banderas del País Vasco, Bretaña y Normandía.
En el escudo figuran acoladas dos anclas de sable colocadas en banda y barra. Timbra una corona naval de oro aclarada de sable. 
En la parte inferior del escudo aparece escrito, en una cinta de plata, el lema: “A mare labor” ("Del mar, el trabajo").
El navío dorado representa a la nave Grande Hermine en la que llegó Jacques Cartier a la Isla de San Pedro el 15 de junio de 1535. Los símbolos vasco, bretón y normando muestran el origen de la mayor parte de la población de las islas.
- Datos: Q1321969
- Multimedia: Coats of arms of Saint-Pierre and Miquelon / Q1321969